# Старе Акшино
Старе А́кшино (рос. Старое Акшино, ерз. Старое Акшино) — присілок у складі Старошайговського району Мордовії, Росія. Входить до складу Новоакшинського сільського поселення.
Населення — 31 особа (2010; 52 у 2002).
Національний склад (станом на 2002 рік):
- росіяни — 96 %